# Superman: Brainiac Attacks
Superman: Brainiac Attacks is een direct-naar-video-animatiefilm gebaseerd op het DC Comics personage Superman. De film werd uitgebracht op 20 juni 2006 door Warner Bros. Animation. Drie dagen daarvoor was de film al te zien op Cartoon Network's Toonami block. De film werd uitgebracht tezamen met de live-action film Superman Returns.

## Verhaal
Lex Luthor is verbitterd over Supermans succes als held en enorme populariteit. Zijn drang om de man van staal te vernietigen is groter dan ooit. Hij besluit een gevaarlijke alliantie aan te gaan met de schurk Brainiac.
Met geavanceerde wapens en een speciaal soort Kryptoniet afkomstig die uit de ruimte bouwt Luthor Brainiac om tot een machine die slechts gemaakt is om Superman te verslaan. Brainiac is echter niet van plan Luthor te gehoorzamen en verraadt hem om zelf de wereld over te nemen.
Superman moet in zijn gevecht met Brainiac de gevaarlijke Phantom Zone betreden. Niet alleen om Brainiac te verslaan, maar ook om een geneesmiddel te vinden voor de ernstig zieke Lois Lane.

## Rolverdeling
| Acteur          | Personage             |
| --------------- | --------------------- |
| Tim Daly        | Clark Kent / Superman |
| Dana Delany     | Lois Lane             |
| Powers Boothe   | Lex Luthor            |
| Lance Henriksen | Brainiac              |
| George Dzundza  | Perry White           |
| David Kaufman   | Jimmy Olsen           |
| Mike Farrell    | Jonathan Kent         |
| Shelley Fabares | Martha Kent           |

## Achtergrond
De film heeft dezelfde tekenstijl als de televisieserie Superman: The Animated Series, maar speelt zich niet af in hetzelfde fictieve universum. De film werd namelijk gemaakt als onderdeel van het promotiepakket voor Superman Returns, en heeft derhalve geen banden met het DC Animated Universe.
Tim Daly en Dana Delany, die in Superman: The Animated Series de stemmen van Superman en Lois Lane deden, werkten ook mee aan deze film.